# 北達勒姆 (英國國會選區)
北杜倫（英語：North  Durham），英國國會一郡選區，位於英格蘭杜倫郡舊車士打勒街全部和德文特河谷一部。設於1832年，時為當選兩席的郡選區，1885年撤銷，1983年恢復為應選一席的郡選區。
這裡恢復以來一直是工黨佔優的選區。2010年大選中，自2001年以來任當區議員的凱文·瓊斯以50.5%選票勝出該區連任成功。